# Futebol nos Jogos Olímpicos de Verão de 1980
O torneio de futebol nos Jogos Olímpicos de Verão de 1980 foi realizado em Moscou e em outras quatro cidades soviéticas. Com apenas o evento masculino, a competição iniciou-se em 20 de julho e encerrou-se em 2 de agosto. Dezesseis equipes divididas em quatro grupos iniciaram a disputa por medalhas.

## Masculino
| Ouro | Prata | Bronze |
| Tchecoslováquia Stanislav Seman Luděk Macela Josef Mazura Libor Radimec Zdeněk Rygel Petr Němec Ladislav Vízek Jan Berger Jindřich Svoboda Lubomír Pokluda Werner Lička Rostislav Václavíček Jaroslav Netolička Oldřich Rott František Štambachr František Kunzo | Alemanha Oriental Bodo Rudwaleit Artur Ullrich Lothar Hause Frank Uhlig Frank Baum Rüdiger Schnuphase Frank Terletzki Wolfgang Steinbach Jürgen Bähringer Werner Peter Dieter Kühn Norbert Trieloff Matthias Müller Matthias Liebers Bernd Jakubowski Wolf-Rüdiger Netz | União Soviética Rinat Dasayev Tengiz Sulakvelidze Aleksandr Chivadze Vagiz Khidiyatullin Oleg Romantsev Sergey Shavlo Sergey Andreyev Vladimir Bessonov Yuri Gavrilov Fyodor Cherenkov Valeriy Gazzayev Vladimir Pilguy Sergey Baltacha Sergey Nikulin Khoren Oganesyan Aleksandr Prokopenko |

### Primeira fase

#### Grupo A
| Pos | Time            | PG | J | V | E | D | GP | GC | SG  |
| --- | --------------- | -- | - | - | - | - | -- | -- | --- |
| 1   | União Soviética | 6  | 3 | 3 | 0 | 0 | 15 | 1  | +14 |
| 2   | Cuba            | 4  | 3 | 2 | 0 | 1 | 3  | 9  | –6  |
| 3   | Venezuela       | 2  | 3 | 1 | 0 | 2 | 3  | 7  | –4  |
| 4   | Zâmbia          | 0  | 3 | 0 | 0 | 3 | 2  | 6  | –4  |

| 20 de julho de 1980 | União Soviética                                               | 4–0 | Venezuela | Estádio Lênin, Moscou |
|                     | Andreyev 3' · Cherenkov 25' · Gavrilov 34' · Hovhannisyan 51' |     |           |                       |

| 20 de julho de 1980 | Cuba       | 1–0 | Zâmbia | Estádio Kirov, Leningrado |
|                     | Roldán 58' |     |        |                           |

| 22 de julho de 1980 | União Soviética                       | 3–1 | Zâmbia      | Estádio Lênin, Moscou |
|                     | Khidiyatullin 9', 51' · Cherenkov 87' |     | Chiyalu 13' |                       |

| 22 de julho de 1980 | Cuba                      | 2–1 | Venezuela       | Estádio Kirov, Leningrado |
|                     | Hernández 49' · Núñez 71' |     | Zubizarreta 68' |                           |

| 24 de julho de 1980 | União Soviética                                                                                  | 8–0 | Cuba | Estádio Dínamo, Moscou |
|                     | Andreyev 8', 27', 44' · Romantsev 20' · Shavlo 43' · Cherenkov 55' · Gavrilov 75' · Bessonov 77' |     |      |                        |

| 24 de julho de 1980 | Venezuela                        | 2–1 | Zâmbia      | Estádio Kirov, Leningrado |
|                     | Zubizarreta 86' · Elie 90' (pen) |     | Chitalu 73' |                           |

#### Grupo B
| Pos | Time            | PG | J | V | E | D | GP | GC | SG |
| --- | --------------- | -- | - | - | - | - | -- | -- | -- |
| 1   | Tchecoslováquia | 4  | 3 | 1 | 2 | 0 | 4  | 1  | +3 |
| 2   | Kuwait          | 4  | 3 | 1 | 2 | 0 | 4  | 2  | +2 |
| 3   | Colômbia        | 3  | 3 | 1 | 1 | 1 | 2  | 4  | –2 |
| 4   | Nigéria         | 1  | 3 | 0 | 1 | 2 | 2  | 5  | –3 |

| 21 de julho de 1980 | Tchecoslováquia                      | 3–0 | Colômbia | Estádio Kirov, Leningrado |
|                     | Pokluda 14' · Berger 18' · Vizek 85' |     |          |                           |

| 21 de julho de 1980 | Kuwait                        | 3–1 | Nigéria     | Estádio Dínamo, Moscou |
|                     | Al Dakhil 16', 40', 85' (pen) |     | Mubarak 25' |                        |

| 23 de julho de 1980 | Tchecoslováquia | 1–1 | Nigéria   | Estádio Kirov, Leningrado |
|                     | Vizek 25'       |     | Nwosu 84' |                           |

| 23 de julho de 1980 | Colômbia      | 1–1 | Kuwait     | Estádio Dínamo, Moscou |
|                     | Molinares 73' |     | Sultan 64' |                        |

| 25 de julho de 1980 | Tchecoslováquia | 0–0 | Kuwait | Estádio Kirov, Leningrado |
|                     |                 |     |        |                           |

| 25 de julho de 1980 | Colômbia    | 1–0 | Nigéria | Estádio Dínamo, Moscou |
|                     | Cardona 55' |     |         |                        |

#### Grupo C
| Pos | Time              | PG | J | V | E | D | GP | GC | SG |
| --- | ----------------- | -- | - | - | - | - | -- | -- | -- |
| 1   | Alemanha Oriental | 5  | 3 | 2 | 1 | 0 | 7  | 1  | +6 |
| 2   | Argélia           | 3  | 3 | 1 | 1 | 1 | 4  | 2  | +2 |
| 3   | Espanha           | 3  | 3 | 0 | 3 | 0 | 2  | 2  | 0  |
| 4   | Síria             | 1  | 3 | 0 | 1 | 2 | 0  | 8  | –8 |

| 20 de julho de 1980 | Alemanha Oriental | 1–1 | Espanha    | Olimpiysky National Sports Complex, Kiev |
|                     | Kuhn 49'          |     | Alonso 50' |                                          |

| 20 de julho de 1980 | Argélia                                         | 3–0 | Síria | Estádio Dínamo, Minsk |
|                     | Belloumi 36' · Madjer 48' · Merzekane 73' (pen) |     |       |                       |

| 22 de julho de 1980 | Alemanha Oriental | 1–0 | Argélia | Olimpiysky National Sports Complex, Kiev |
|                     | Terletzki 61'     |     |         |                                          |

| 22 de julho de 1980 | Espanha | 0–0 | Síria | Estádio Dinamo, Minsk |
|                     |         |     |       |                       |

| 24 de julho de 1980 | Alemanha Oriental                                   | 5–0 | Síria | Olimpiysky National Sports Complex, Kiev |
|                     | Hause 6' · Netz 25', 45' · Peter 75' · Terletzi 82' |     |       |                                          |

| 24 de julho de 1980 | Espanha    | 1–1 | Argélia      | Estádio Dinamo, Minsk |
|                     | Rincon 38' |     | Belloumi 63' |                       |

#### Grupo D
| Pos | Time       | PG | J | V | E | D | GP | GC | SG |
| --- | ---------- | -- | - | - | - | - | -- | -- | -- |
| 1   | Iugoslávia | 5  | 3 | 2 | 1 | 0 | 6  | 3  | +3 |
| 2   | Iraque     | 4  | 3 | 1 | 2 | 0 | 4  | 1  | +3 |
| 3   | Finlândia  | 3  | 3 | 1 | 1 | 1 | 3  | 2  | +1 |
| 4   | Costa Rica | 0  | 3 | 0 | 0 | 3 | 2  | 9  | –7 |

| 21 de julho de 1980 | Iugoslávia                    | 2–0 | Finlândia | Estádio Dinamo, Minsk |
|                     | Secerbegovic 56' · Sestic 58' |     |           |                       |

| 21 de julho de 1980 | Iraque                                 | 3–0 | Costa Rica | Olimpiysky National Sports Complex, Kiev |
|                     | Basheer 45' · Muhammad 49' · Jasim 75' |     |            |                                          |

| 23 de julho de 1980 | Iugoslávia                     | 3–2 | Costa Rica             | Estádio Dinamo, Minsk |
|                     | Vujovic 6', 54' · Primorac 24' |     | White 35' · Arroyo 90' |                       |

| 23 de julho de 1980 | Finlândia | 0–0 | Iraque | Olimpiysky National Sports Complex, Kiev |
|                     |           |     |        |                                          |

| 25 de julho de 1980 | Iugoslávia  | 1–1 | Iraque    | Estádio Dinamo, Minsk |
|                     | Vujovic 63' |     | Jasim 61' |                       |

| 25 de julho de 1980 | Finlândia                           | 3–0 | Costa Rica | Olimpiysky National Sports Complex, Kiev |
|                     | Tissari 18' · Alila 58' · Soini 88' |     |            |                                          |

### Quartas de final
| 27 de julho de 1980 12:00 | União Soviética              | 2–1 | Kuwait     | Estádio Dynamo, Moscou |
|                           | Cherenkov 30' · Gavrilov 51' |     | Sultan 59' |                        |

| 27 de julho de 1980 12:00 | Tchecoslováquia              | 3–0 | Cuba | Estádio Kirov, Leningrado |
|                           | Vizek 29', 59' · Pokluda 90' |     |      |                           |

| 27 de julho de 1980 12:00 | Alemanha Oriental                                              | 4–0 | Iraque | Olimpiysky National Sports Complex, Kiev |
|                           | Schnuphase 4' (pen) · Netz 11' · Steinbach 17' · Terletzki 22' |     |        |                                          |

| 27 de julho de 1980 12:00 | Iugoslávia                              | 3–0 | Argélia | Estádio Dinamo, Minsk |
|                           | Mirocevic 5' · Sestic 19' · Vujovic 70' |     |         |                       |

### Semifinal
| 29 de julho de 1980 12:00 | União Soviética | 0–1 | Alemanha Oriental | Estádio Luzhniki, Moscou |
|                           |                 |     | Netz 16'          |                          |

| 29 de julho de 1980 13:00 | Tchecoslováquia        | 2–0 | Iugoslávia | Estádio Dínamo, Moscou |
|                           | Licka 4' · Sreiner 18' |     |            |                        |

### Disputa pelo bronze
| 1 de agosto de 1980 12:00 | União Soviética              | 2–0 | Iugoslávia | Estádio Dínamo, Moscou |
|                           | Oganesian 67' · Andreyev 82' |     |            |                        |

### Final
| 2 de agosto de 1980 12:00 | Tchecoslováquia | 1–0 | Alemanha Oriental | Estádio Luzhniki, Moscou |
|                           | Svoboda 77'     |     |                   |                          |

## Classificação final
| Classificação final | Classificação final | Classificação final | Classificação final | Classificação final | Classificação final | Classificação final | Classificação final | Classificação final | Classificação final |
| Pos                 | Seleção             | PG                  | J                   | V                   | E                   | D                   | GP                  | GC                  | SG                  |
| ------------------- | ------------------- | ------------------- | ------------------- | ------------------- | ------------------- | ------------------- | ------------------- | ------------------- | ------------------- |
| Medalha de ouro     | Tchecoslováquia     | 10                  | 6                   | 4                   | 2                   | 0                   | 10                  | 1                   | +9                  |
| Medalha de prata    | Alemanha Oriental   | 9                   | 6                   | 4                   | 1                   | 1                   | 12                  | 2                   | +10                 |
| Medalha de bronze   | União Soviética     | 10                  | 6                   | 5                   | 0                   | 1                   | 19                  | 3                   | +16                 |
| 4                   | Iugoslávia          | 7                   | 6                   | 3                   | 1                   | 2                   | 9                   | 7                   | +2                  |
| 5                   | Kuwait              | 4                   | 4                   | 1                   | 2                   | 1                   | 5                   | 4                   | +1                  |
| 6                   | Iraque              | 4                   | 4                   | 1                   | 2                   | 1                   | 4                   | 5                   | –1                  |
| 7                   | Cuba                | 4                   | 4                   | 2                   | 0                   | 2                   | 3                   | 12                  | –9                  |
| 8                   | Argélia             | 3                   | 4                   | 1                   | 1                   | 2                   | 4                   | 5                   | –1                  |
| 9                   | Finlândia           | 3                   | 3                   | 1                   | 1                   | 1                   | 3                   | 2                   | +1                  |
| 10                  | Espanha             | 3                   | 3                   | 0                   | 3                   | 0                   | 2                   | 2                   | 0                   |
| 11                  | Colômbia            | 3                   | 3                   | 1                   | 1                   | 1                   | 2                   | 4                   | –2                  |
| 12                  | Venezuela           | 3                   | 3                   | 1                   | 1                   | 1                   | 3                   | 7                   | –4                  |
| 13                  | Nigéria             | 1                   | 3                   | 0                   | 1                   | 2                   | 2                   | 5                   | –3                  |
| 14                  | Síria               | 1                   | 3                   | 0                   | 1                   | 2                   | 0                   | 8                   | –8                  |
| 15                  | Zâmbia              | 0                   | 3                   | 0                   | 0                   | 3                   | 2                   | 6                   | –4                  |
| 16                  | Costa Rica          | 0                   | 3                   | 0                   | 0                   | 3                   | 2                   | 9                   | –7                  |

## Artilheiro
5 gols
- Sergey Andreyev